# Скрантон (станция)
Грузовая станция Central Railroad of New Jersey ― ныне закрытая железнодорожная станция, располагающаяся в городе Скрантон, штат Пенсильвания, США.

## История и описание
Ранее была западной конечной остановкой линии Central Railroad of New Jersey, находясь в 309 км от своей оперативной базы в Джерси-Сити, штат Нью-Джерси. Здание станции располагается на улице Вест-Лакаванна-авеню, рядом с рекой Лакаванна и в непосредственной близости от Национального исторического места Стимтаун.
Станция была построена в 1891 году в неороманском стиле по проекту архитекторов братьев Уилсонов. Архитектура её необычна: внешне здание из-за своих ярких цветов более напоминает пассажирскую станцию, а не грузовую. В этом смысле станция стала первой в своём роде на всей территории США. Central Railroad of New Jersey прекратила свою деятельность в Пенсильвании в 1972 году из-за банкротства, а грузовая станция перешла в собственность Lehigh Valley Railroad, по решению которой вскоре была закрыта и с тех пор не использовалась.
Здание грузовой станции Скрантона было включено в Национальный реестр исторических мест США в 1979 году.